# ظهور العدالة الإلهية
"ظهور العدالة الإلهية" هو رسالة كتبها شوقي أفندي في 25 كانون الأول 1938 إلى البهائيين في الولايات المتحدة وكندا، حيث وصف فيها دور أمريكا في إقامة السلام الأعظم.
على الرغم من أن كتاب "ظهور العدالة الإلهية" يعتبر من الناحية الفنية رسالة أو رسالة طويلة، فإنه عادة ما يُنشر ويُدرس ككتاب مستقل.
يقدم الكتاب فهمًا بهائيًا للمصير الروحي الفريد لأمريكا والدور الذي يلعبه البهائيون الأمريكيون في ضمان قدرة البلاد على تحقيق هذا المصير. يصف شوقي أفندي البهائيين في أمريكا الشمالية بأنهم "الأحفاد الروحيون لكاسري الفجر" ويقول إنهم سيلعبون دورًا هامًا في ترسيخ الإيمان في جميع أنحاء العالم. ويذكر أنه للمساهمة الكاملة في هذه العملية، يجب على البهائيين الأمريكيين استيعاب ثلاثة شروط روحية أساسية: "الاستقامة الأخلاقية"، و"العفة المطلقة"، و"التحرر الكامل من التحيز".
يشير الكتاب مرارًا وتكرارًا إلى ألواح الخطة الإلهية لعبد البهاء، التي أعطت زخمًا مبكرًا لانتشار الدين البهائي في أمريكا الشمالية، ويخصص شوقي أفندي أكثر من نصف الكتاب لمناقشة المواقف التي يجب اتباعها والتقنيات التي يجب أن يستخدمها البهائيون عند تعليم الدين.

## الروابط الخارجية
- ملخص عن ظهور العدالة الإلهية